# Sevak Khanagyan
Sevak Khanagyan (en armenio: Սևակ Խանաղյան, en ruso: Севак Ханагян) es un cantautor armenio. 
Se dio a conocer en The Voice of Russia en 2015 y en X-Factor Ukraine, competición que ganó. Es entrenador de The Voice of Armenia desde 2017. 
El 25 de febrero de 2018, obtuvo la victoria de la final nacional de Armenia para el Festival de la Canción de Eurovisión, Depi Evratesil. Con lo cual, representó a su nación en Eurovisión 2018 con la canción Qami.